# Mai Hồng Bàng
Mai Hồng Bàng sinh ngày 15/03/1962 tại Giao Tiến, Giao Thủy, Nam Định. Ông là một sĩ quan cấp cao trong Quân đội nhân dân Việt Nam, Giáo sư, Tiến sĩ, hàm Trung tướng, nguyên Giám đốc Bệnh viện Trung ương Quân đội 108.

## Thân thế và sự nghiệp
Năm 2014, bổ nhiệm giữ chức Giám đốc Bệnh viện Trung ương Quân đội 108.
Thiếu tướng (12.2013)
Giáo sư (2013)
Trung tướng (12.2017)
Thầy thuốc nhân dân ( 2017)
Tháng 7/2023, Trung tướng GS.TS Mai Hồng Bàng, Giám đốc Bệnh viện Trung ương quân đội 108 nghỉ hưu theo chế độ.